# Municipio de Otter Creek (condado de Linn)
El municipio de Otter Creek (en inglés: Otter Creek Township) es un municipio ubicado en el condado de Linn en el estado estadounidense de Iowa. En el año 2010 tenía una población de 1483 habitantes y una densidad poblacional de 16,05 personas por km².

## Geografía
El municipio de Otter Creek se encuentra ubicado en las coordenadas 42°9′25″N 91°39′31″O / 42.15694, -91.65861. Según la Oficina del Censo de los Estados Unidos, el municipio tiene una superficie total de 92.41 km², de la cual 92,38 km² corresponden a tierra firme y (0,03 %) 0,02 km² es agua.

## Demografía
Según el censo de 2010, había 1483 personas residiendo en el municipio de Otter Creek. La densidad de población era de 16,05 hab./km². De los 1483 habitantes, el municipio de Otter Creek estaba compuesto por el 98,45 % blancos, el 0,07 % eran afroamericanos, el 0,2 % eran amerindios, el 0,07 % eran de otras razas y el 1,21 % eran de una mezcla de razas. Del total de la población el 0,88 % eran hispanos o latinos de cualquier raza.